# 圣基斯定堂 (都灵)
45°04′01″N 7°40′56″E / 45.06687°N 7.68218°E

圣基斯定堂（Chiesa di Santa Cristina）是一座罗马天主教教堂，巴洛克风格，位于意大利都灵市中心的圣卡洛广场南侧，与圣嘉禄·鲍荣茂堂分列罗马街两侧。
该堂建于1640年，建筑师为卡罗·迪·卡斯泰拉蒙泰和阿米地奥·迪·卡斯泰拉蒙泰父子。

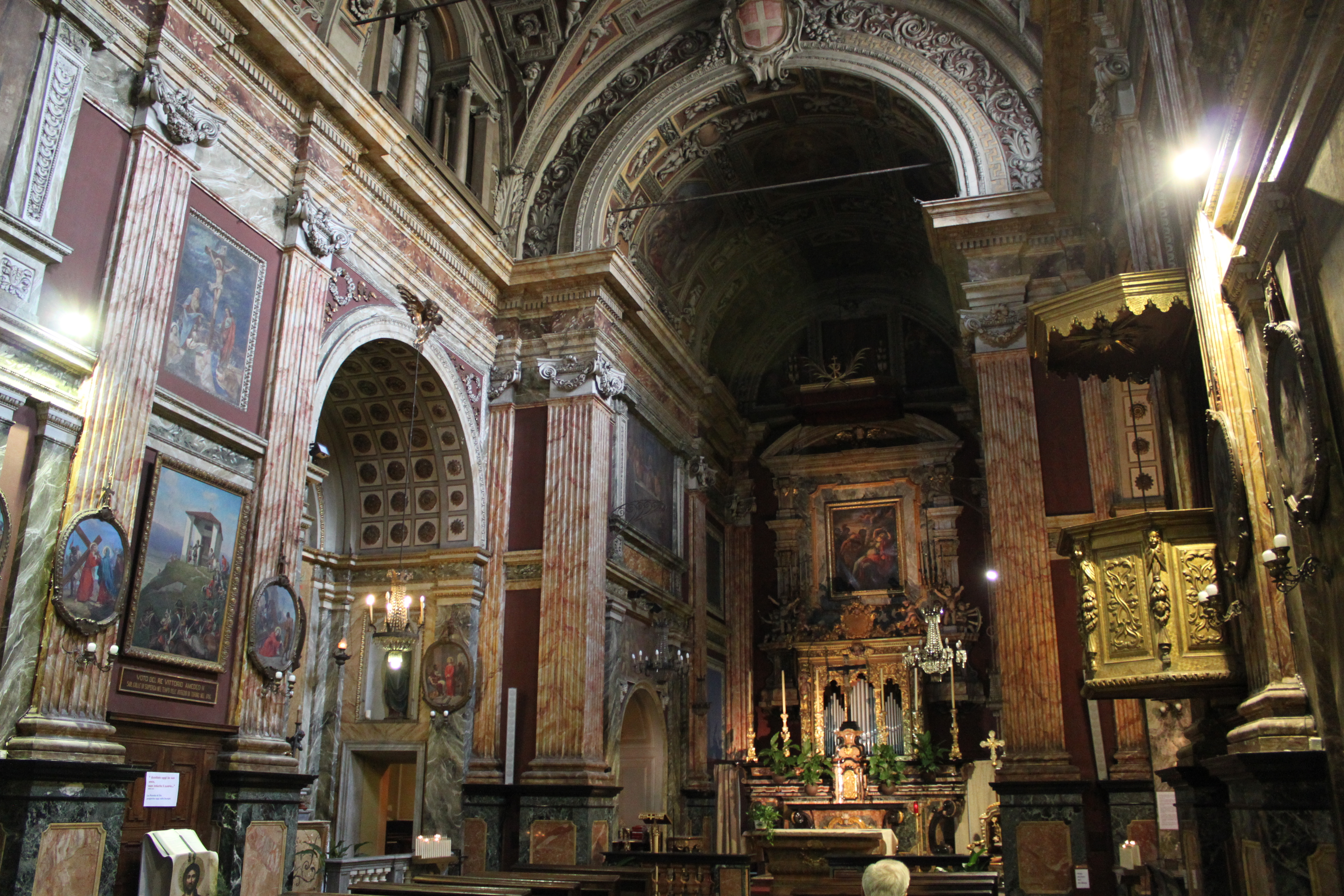
内部